# 福田素子
福田 素子（ふくだ もとこ）は、大分県佐伯市出身日本の漫画家である。夫婦共作によるペンネームである。
漫画執筆以外に漫画教室も開いている。旧名は素子個人名義の高橋もとこ。作品によってはふくだもとこ名義になることもある。
川原泉とは親しく、共著もある。

## 作品
作品に年月日記載は単行本又は第1巻発行日。単行本数は少ないが執筆したストーリーは1000作近くである。素子の初期名である「高橋もとこ」名義作品が、後日の復刻、単行本、新作で福田素子名義になっているものもある。

### オリジナル

#### あ行
- 愛情物語（不明、芳文社、誌名不明）　全2巻
- 愛を渡す日（不明[4]）　全1巻
- 青く深い森に（不明[5]）
- 明日あなたのそばに（不明[6]）
- 明日の私に伝えたい　全1巻
- アニマル・ヘブンへようこそ（不明[7]）
- あの輝きの向こう 見えない、聞こえない、話せない、でも負けない！（2014年5月28日、双葉社、Kindle版）　全1巻
- イエローブリックロード　全1巻
- いっちゃんの保健室（不明）　全1巻
- 桃花商店街物語（不明[8]）　全8巻
- 黄金の庭　全1巻
- おかあさんのおしごと（不明[9]）
- お気楽ゴク楽ろくでなし（不明、秋水社ORIGINAL）　全1巻
- 大人になりましょ！（不明[10]）　全1巻
- お荷物ころりん（不明[11]）
- 落ち葉 言の葉 ひらひらと（不明[12]）
- おばあちゃんの猫まねき（メディアックス『家族とねこの物語 もりもり夏』」2015年）
- オフィスの鍵貸します（1990年10月、白泉社、シルキー[13]）
- 女の犯罪履歴書Vol.26～病が幸せを壊す～　全1巻

#### か行
- かしまし通りのヨメ達　全1巻
- 神様なんて信じない（作画：藤沢チヒロ）　全1巻
- 神様に聞いてみて（不明[14]）
- 機能不全家族～幸福の条件～
- きりんが丘のココロ屋（2005年2月16日以前 - 不明、あおば出版、誌名不明）　全6巻
  - 幸せの7レシピ きりんが丘のココロ屋 2（2005年6月16日、あおば出版）
  - やさしさの花束 きりんが丘のココロ屋 3（2006年3月1日、あおば出版）
    - きりんが丘のココロ屋　ココロ屋のアルバム（不明 - 連載中、不明～海王社、最高の主婦たち[15]）

  - 続・きりんが丘のココロ屋　全5巻
- きよちゃんは風になった　全1巻
- 幸福の条件〜父・康史の場合〜（「本当にあった女の人生ドラマ」2015年4月号、ぶんか社[16]）
- 幸福の条件〜娘・郁子の場合（ぶんか社、「本当にあった女の人生ドラマ」7月号[17]）
- 心を病んだ女たち～ひだまりの処方箋～
- 言の端〜6つの言葉の物語〜　全1巻
- コドモのお医者（不明）
  - 新・コドモのお医者（不明）
  - せつこのお料理1年生！（不明）
- この命の行く先　全1巻
- コンビニエンス家族（2004年9月16日以前、あおば出版、誌名不明）　全1巻

#### さ行
- サークルリンク～幸せの町～　全1巻
- サンセットサンライズ　全1巻
- 自己破産～金で地獄を見た女～
- シークは恋を知らない（2013年12月11日、宙出版）
- 15センチの関係～SEXから病まで　全13巻
- 新婚さんのミステイク（不明）　全1巻
- ズバッとお義母さん（不明[18]）
- スペシャル・デー　全1巻
- スマイルで歩こう！（不明[19]）　全3巻
  - 鈴太のおいしくできるモン！（1995年9月号 - 2006年9月号、Eleganceイブ、秋田書店[19]）
- 相続人は猫を愛でる（2015年、『なごみの猫話』ほのぼの春号、メディアックス[20]）
- 空への手紙（不明、講談社、BE LOVEブライダル、BE LOVE）　全12巻

#### た行
- たかが結婚されど結婚（2004年1月19日以前、あおば出版、誌名不明）　全2巻
- 橘屋繁盛記（「Silky」1992年6月号・7月号、白泉社[21]）　全5巻
  - 新・橘屋繁盛記　全7巻
  - 橘屋繁盛記～橘屋始末記（『Silky』1992年？月号、白泉社[21]）
  - おムコにおいで～橘屋純情記（『Silky』1992年12月号、白泉社[21]）
  - 続・橘屋繁盛記（2005年10月号 - 2015年9月号、あおば出版→メディアックス[注 2]、15の愛情物語[22][21]）全21巻
- タマたま猫生活（2014年、2015年、『別冊ねこぷに』本当にあったねこの爆笑！感動！話〜なかよし子ネコ号〜、『別冊ねこぷに』〜本当にあったねこの爆笑！感動！話[23][24]）
- ティンカーベルは王子を惑わす（不明）
- 遠い約束　全1巻
- どっちの私？　全1巻
- 友達のバランスシート（不明[25]）

#### な行
- なっちゃんのほっぺ（不明[26]）
- 信子さんにYES!（不明[27]）

#### は行
- ハートの厚さ（不明、秋水社ORIGINAL）　全1巻
- はじまりのお手伝い（不明[7]）
- 花ちゃんと一緒!（不明[28]）
- パパの子守唄（不明[29]）
- 春の日通りのお猫様（2014年 -連載中、メディアックス「ねこぷに26〜ふわねこだいすき号」[30]より。）
- 花咲け菜々子（小児看護2014年10月号、へるす出版[31]）
- 母の呪縛～私をみつけて～
- 晴美の育児戦争（不明、秋水社ORIGINAL[32]）　全1巻
- ピクニックの忘れ物（不明[33]）
- 「ひだまりの処方箋」〜「摂食障害」（「本当にあった女の人生ドラマ」2014年8月号）
- 緋毛氈に桜が散って（不明[34]）
- ファミリーゲーム（不明[35]）
- ふくだ 自立のススメ（「私たちの人生片付け」2015年12月号、宙出版）
- ブライダルチェック（不明[36]）
- プリンスはイミテーション・ローズを愛でる（「別冊ハーモニィRomance」2015年8月号、宙出版、ふくだもとこ名義[37]）
- 星たちの学校　全1巻
- ぼっちゃんは反なお年ごろ[38]

#### ま行
- マダム花蓮の人生レッスン
- 待ち灯（不明[39]）
- 魔法使いの買い物かご（不明[34]）
- ママのいうとおり（不明[40]）
- マンホールで育った子供～丸い空の虹を～
- みちづれ〜人生という長い旅〜（不明[29]）　全1巻
- 恵さんの革命（不明[41]）
- もっこちゃん（不明）　全1巻

#### や行
- 病めるときも　健やかなるときも…（不明[42]）　全3巻
- 嫁と姑の輪舞（不明[43]

#### ら行
- 楽園行きの切符を二枚　全1巻
- 離婚からのスタート（ぶんか社『本当にあった女の人生ドラマ』2015年3月号。[44]）
- 恋愛オプション（不明[45]）

#### わ行
- わたしが女である事を（不明[46]）
- わたしの還る海（不明[29]）
- わたしの部屋には椅子が一脚　全1巻
- わたしに聞かせて わたしのことを（不明[47]）
- 童神（不明[48]）
- ワルツ　全1巻

### 原作つき・取材協力あり

#### 取材協力
- あなたに逢えてよかった～いのちの詩～（不明、原作：早野 香寿代、不明）　全1巻
- イヴたちの白い月（不明、監修：医学博士・海原純子、不明）
- おんなのセンセ（不明、監修：医学博士・谷口久枝、不明[44]）
  - 母体保護法指定医　森下光子（上記の題名の改名。電子配信、まんが王国[49]）　全4巻
- この命の行く先（取材協力：早野香寿代）　全1巻
- バラ色にほほ染めて（取材協力：ビタミンメイクセラピスト・葉月えみ【林千佳子】、不明[17]）　全1巻

#### 原作つき

##### 日本作者もの
- 言えなかったありがとう（2003年3月1日、原作：早野 香寿代、秋田書店）　全1巻
- だいじょうぶ！（不明、原作：長野玲子、不明[50]）

##### 海外作者もの
- 公爵と三人の花嫁（不明、原作：バーバラ・カートランド[51]）
- 公爵に恋の罠を（2010年7月1日、原作：バーバラ・カートランド、宙出版）
- 侯爵と眠れる森の美女（2011年10月1日、原作：バーバラ・カートランド、宙出版、ふくだもとこ名義）
- ティンカーベルは王子を惑わす（不明、原作：ミランダ・E・ファロン、秋水社／POP 、ふくだもとこ名義 ）
- 魔法使いの願い事（2014年、原作：ミランダ・E・ファロン、秋水社ORIGINAL、初の電子書き下ろし作品、ふくだもとこ名義[3]）